# Carrus Delta

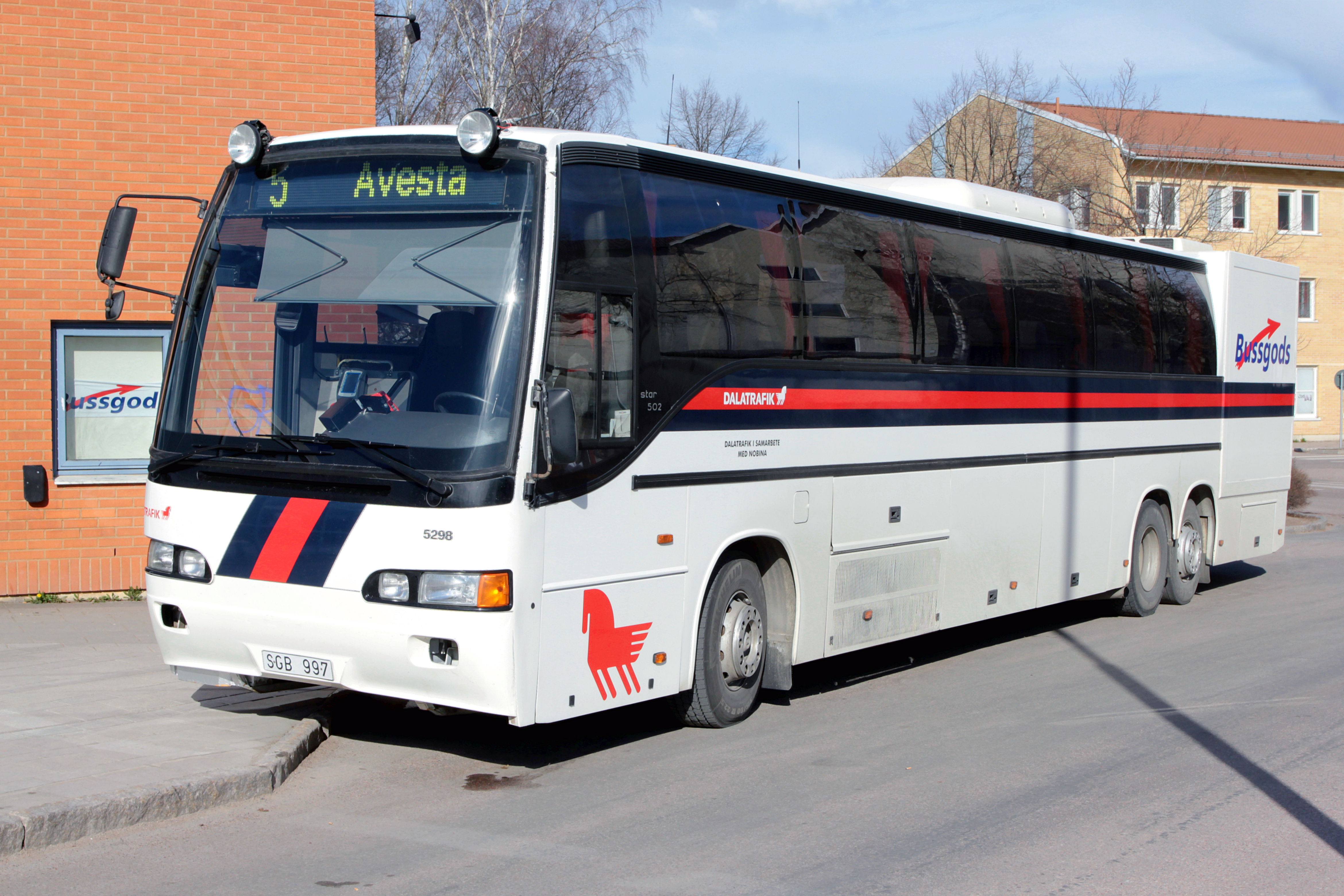
Carrus Star 502 för passagerare och gods på Volvo B10M-chassi, 2001

Carrus Delta Oy är en finländsk tillverkare av busskarosser, med huvudkontor och fabrik i Lundo. Namnet kommer från det latinska ordet för "vagn".
Carrus Delta har sina rötter i det 1936 i Åbo bildade busstillverkande företaget Autokori Oy. Det flyttade 1973 till Lundo och ändrade namn till Delta Plan Oy. Carrus Oy bildades 1989 genom en sammanslagning av karosstillverkarna Ajokki Oy, Delta Plan Oy och Wiima Oy. Carrus hade huvudkontor i Vanda. Ägaren av Wiima, Ilmari Mustonen (född 1927), hade köpt Ajokki av Post- och telegrafstyrelsen 1986, efter det att Ajokki i sin tur 1982 hade köpt Delta Plan Oy, Erikoiskori Oy och Kiitokori Oy.
Carrus hade fem fabriker:
- Wiima Oy i Vanda tillverkade stadsbussen Carrus City, samt – om Tammerforsfabriken hade kapacitetsbrist – vissa andra modeller, som Fifty och Vega. Fabriken lades ned 2001.
- Ajokki Oy i Tammerfors tillverkade regionbussar som Carrus Fifty, Carrus Vega, Carrus Vector och Carrus Regal. Fabriken lades ned 2008.
- Delta Plan Oy i Lundo tillverkade turist- och fjärrtrafikbussar i Carrus Star-serien.
- Erikoiskori Oy i Idensalmi byggde specialfordon, till exempel bokbussar. Fabriken lades ned 1991.
- Kiitokori Oy i Kausala byggde specialfordon, till exempel bokbussar.

År 1996 öppnade Carrus en med Volvo Bussar AB gemensamt ägd fabrik i Wrocław i Polen.
Efter att under ett antal år haft Volvo Bussar som delägare, blev Carrus 1998 ett helägt dotterföretag till Volvo Bussar AB. Utanför köpet av Volvo stod dock fabriken Kiitokori, som kvarstod i Mustonens ägo. 
I augusti 2001 lades den tidigare Viima-fabriken i Vanda ned. År 2002 slutade Carrus bygga bussar på andra chassin än Volvo.

## Volvo Bus Finland Oy
Carrus var till 30 september 2008 en del i Volvokoncernen, från 2004 med namnet Volvo Bus Finland Oy. De viktigaste modeller som tillverkades var 8700 (regionsbuss/länstrafikbuss med Volvo B7R/RLE, Volvo B12B/BLE eller Volvo B12M-chassin) samt 9700 som är en direkt utveckling av den tidigare av Delta Star framtagna Delta Star/Carrus Star.

## Åter i finländskt ägande
År 2008 lade Volvo ned den tidigare Ajokki-fabriken i Tammerfors och i oktober 2008 sålde Volvo sin återstående finländska karossfabrik, den tidigare Delta Plan-fabriken i Lundo med 300 anställda, till en grupp finska investerare och chefer inom Volvo Bus Finland Oy. Fabriken i Wrocław behölls inom Volvokoncernen.
Namnet på det nya finländska företaget blev Carrus Delta Oy, med huvudkontor i Lundo.